# Les Souvenirs sous ma frange
Pour les articles homonymes, voir Les Souvenirs (homonymie).
Albums de Rose
Rose
(2006) Et puis juin
(2013)
Les Souvenirs sous ma frange est le deuxième album de Rose, sorti en 2009.

## Liste des morceaux
| No  | Titre                        | Durée |
| --- | ---------------------------- | ----- |
| 1.  | Comment c'était déjà         | 3:33  |
| 2.  | Chez moi                     | 4:29  |
| 3.  | Yes We Did                   | 3:26  |
| 4.  | De ma fenêtre                | 3:12  |
| 5.  | Ne partez pas                | 4:06  |
| 6.  | Comme un marin               | 3:22  |
| 7.  | Hannah                       | 3:29  |
| 8.  | Ma corde au clou             | 3:37  |
| 9.  | J'ai 18 ans                  | 3:05  |
| 10. | Quitte-moi                   | 2:58  |
| 11. | Le Mal de l'aube             | 3:47  |
| 12. | Les Souvenirs sous ma frange | 4:41  |
| 13. | Qui peut dire ?              | 4:24  |

## Classement hebdomadaire
| Classement (2009)            | Meilleure position |
| ---------------------------- | ------------------ |
| Belgique (Wallonie Ultratop) | 15                 |
| France (SNEP)                | 7                  |
| Suisse (Schweizer Hitparade) | 60                 |

1. ↑  Ultratop.be – Rose – Les Souvenirs sous ma frange. Ultratop 200 albums. Ultratop et Hung Medien / hitparade.ch.
2. ↑  Lescharts.com – Rose – Les Souvenirs sous ma frange. SNEP. Hung Medien.
3. ↑  (en) Swisscharts.com – Rose – Les Souvenirs sous ma frange. Schweizer Hitparade. Hung Medien.